# Краффтхайм, Иоганн Крато фон
Иоганн Крато фон Краффтхайм (настоящее имя — Иоганн Крато) (нем. Johann Crato von Krafftheim, лат. Johannis Cratonis); 22 ноября 1519, Бреслау — 19 октября 1585, там же) — немецкий лекарь, учёный-гуманист, придворный медик трех императоров Священной Римской империи представителей династии Габсбургов — Фердинанда I, Максимилиана II и Рудольфа II.

## Биография
Сын ремесленника из Бреслау (ныне Вроцлав (Польша). Благодаря успешной учебе в гимназиях, городской совет в 1535 году назначил ему годовую стипендию в размере 20 гульденов для дальнейшего обучения. Начал свою карьеру студентом теологии в Виттенбергском университете, где стал учеником и другом реформатора Мартина Лютера. В 1542 году получил степень магистра.
Затем ради медицины он забросил теологию и с 1546 года учился в университетах Вероны и Падуи, под руководством известного Джованни Батисты Монте. Став доктором медицины, совершил путешествие по Италии, во время которого работал врачом в Вероне. В 1550 вернулся на родину и открыл медицинскую практику в Бреслау.
Особо отличился в борьбе с эпидемией бубонной чумы в родном городе в 1554 году. Его труд под названием «Ordnung ader Präservation zur Zeit der Pest» (1555) имел огромное значение в области медицины и эпидемиологии.
Став достаточно известным врачом, в 1560 получил место лейб-медика императора Фердинанда I и, будучи сам убежденным протестантом, верой и правдой служил трем правителям-католикам Германской империи. После недолгого правления Фердинанда Краффтхайм остался врачом Максимилиана II, а после его смерти — Рудольфа II, которому служил более десяти лет. Вышел на пенсию в 1580 году. На этом посту Краффтхайма сменил его ученик Петер Монау.
Краффтхайм и судебный хирург Питер Сума, 13 октября 1576 выполнили первое официально оформленное в письменной форме в Регенсбурге вскрытие умершего императора Максимилиана II. Протокол вскрытия, был подписан городским врачом Регенсбурга Фабрициусом и заверен нотариусом Линдой. Внутренние органы императора были помещены в позолоченный медный горшок, который был зарыт в левой стороне главного алтаря Регенсбургского собора. Сегодня здесь установлен мемориальный камень с изображением императорской короны и монограммы Максимилиана. Сердце императора было помещено в драгоценный ящик, установленный вновь в его теле внутри гроба.
Вокруг Краффтхайма создался круг гуманистов, оказавший значительное влияние на членов габсбургского двора. Основными представителями этого круга стали Якуб Монау — поэт, его брат Петер Монау — врач и Андраш Дудич  — вольнодумец, гуманист. Фламандский философ Юст Липсий назвал их tres stellae in una iam urbe — три звезды в одном месте. Сам Краффтхайм, пользуясь привилегиями императорской почты поддерживал широкую корреспонденцию со многими видными представителями науки в Европе. Сохранившаяся переписка Краффтхайма насчитывает более 3000 писем, собранных в 12 томах.
Умер в 1587 г. в возрасте шестидесяти семи лет.

## Избранные труды
- Idea doctrinae Hippocraticae. 1554
- Methodus therapeutica ex Galeni et J. B. Montani sententia. Basel, 1555
- Ordnung der preservation … wider die Pestilenz, Breslau, 1555. [VD16 °C 5719] / Digital edition from 1585
- Isagoge medicinae. Venice, 1560
- Johannis Cratonis Wratislaviensis in Cl. Galeni divinos libros Methodi therapeutices Perioche Methodica. Basel, 1563
- De morbo gallico commentarius. Frankfurt, 1564
- Mikrotechne, seu parva ars medicinalis.
- Commentarii de vera praecavandi et curandi febrem pestilentem contagiosam ratione (translated by Martin Weinreich)
- Consilia et Epistolae medicinales. 1591, 1592, 1593.